# Ralph & Katie
Ralph & Katie ist eine britische Fernsehserie, die ein Ableger der Serie The A Word ist, und nach den Ereignissen der dritten Staffel der Mutterserie spielt. Die Premiere der Serie fand im Vereinigten Königreich am 5. Oktober 2022 auf BBC One statt. Im deutschsprachigen Raum erfolgte die Erstveröffentlichung der Serie am 2. April 2023 durch Disney+ via Star.

## Handlung
Nach ihrer Hochzeit wollen Ralph und Katie ein neues Kapitel in ihrem Leben aufschlagen. Dabei kehrt der Zuschauer in die malerische Landschaft des Lake District zurück und begleitet das frisch vermählte Paar mit Down-Syndrom in seinem ersten Ehejahr. Während sie noch dabei sind, ihren Weg im Leben, in der Liebe und in ihrer neu gewonnenen Unabhängigkeit zu finden, stoßen sie auf allerlei Hindernisse und Herausforderungen, denen sich alle jungen Ehepaare stellen müssen.

## Besetzung und Synchronisation
Die deutschsprachige Synchronisation entstand unter der Dialogregie von Anja Topf durch die Synchronfirma Studio Hamburg Synchron in Hamburg.
| Figur         | Darsteller        | Deutscher Sprecher |
| ------------- | ----------------- | ------------------ |
| Ralph Wilson  | Leon Harrop       |                    |
| Katie Wilson  | Sarah Gordy       | Carina Kühne       |
| Danny Hyde    | Dylan Brady       |                    |
| Emma Hibbert  | Jamie Marie Leary |                    |
| Louise Wilson | Pooky Quesnel     |                    |
| Tom           | Matt Greenwood    |                    |
| Brian         | Craig Cash        |                    |

## Episodenliste
| Nr. (ges.) | Nr. (St.) | Deutscher Titel                 | Originaltitel               | Erstausstrahlung (UK) | Deutschsprachige Erstveröffentlichung (D/A/CH) | Regie       | Drehbuch          |
| ---------- | --------- | ------------------------------- | --------------------------- | --------------------- | ---------------------------------------------- | ----------- | ----------------- |
| 1          | 1         | Eine Freundin in Not            | A Friend in Need...         | 5. Okt. 2022          | 2. Apr. 2023                                   | Jordan Hogg | Peter Bowker      |
| 2          | 2         | Valentinstag                    | Valentine's Day             | 5. Okt. 2022          | 2. Apr. 2023                                   | Jordan Hogg | Amy Trigg         |
| 3          | 3         | Babysitter-Club                 | Babysitter's Club           | 12. Okt. 2022         | 2. Apr. 2023                                   | Jordan Hogg | Annalisa Dinnella |
| 4          | 4         | Leeres Nest                     | Empty Nest                  | 12. Okt. 2022         | 2. Apr. 2023                                   | Jordan Hogg | Genevieve Barr    |
| 5          | 5         | Einer der Guten                 | Ralph's Balls               | 19. Okt. 2022         | 2. Apr. 2023                                   | Jordan Hogg | Tom Wentworth     |
| 6          | 6         | Die Mutterschiffe sind gelandet | The Motherships Have Landed | 19. Okt. 2022         | 2. Apr. 2023                                   | Jordan Hogg | Lizzie Watson     |